# Куртюга
Куртюга (в государственном реестре название указана как Куртяга) — река в России, протекает по Сокольскому району Нижегородской области. Впадает слева в Горьковское водохранилище напротив города Юрьевец. Устье находится в 2372 км от устья Волги. Длина реки составляет 15 км, площадь водосборного бассейна — 63,4 км².
В устье реки расположена одноимённая деревня.

## Данные водного реестра
По данным государственного водного реестра России относится к Верхневолжскому бассейновому округу, водохозяйственный участок реки — Волга от города Кострома до Горьковского гидроузла (Горьковское водохранилище), без реки Унжа, речной подбассейн реки — Волга ниже Рыбинского водохранилища до впадения Оки. Речной бассейн реки — (Верхняя) Волга до Куйбышевского водохранилища (без бассейна Оки).
Код объекта в государственном водном реестре — 08010300412110000016903.